# Sint-Truidense VV in het seizoen 2022/23
Sint-Truiden kwam in het seizoen 2022/23 uit in de Belgische Eerste Klasse A. De Truienaren eindigden het seizoen op de twaalfde plaats, met 42 punten.

## Overzicht
STVV ving het seizoen aan met een reeks oefenwedstrijden en een stage in het Oostenrijkse Bad Häring. De trainersstaf wijzigde in aanloop naar de start van het seizoen licht. Trainer Bernd Hollerbach bleef, hulptrainer Dennis Schmitt en keeperstrainer Jurgen de Braekeleer werden respectievelijk vervangen door Markus Pflanz en Dennis Rudel. Sint-Truiden kende een rustige heenronde, waarin zes keer gewonnen, vijf keer gelijkgespeeld en zes keer verloren werd. Bij het einde van de eerste seizoenshelft bekleedde Sint-Truiden de tiende plek in het klassement. Op 15 december 2022 maakte de club evenwel bekend dat Hollerbach STVV aan het einde van het seizoen zou verlaten.
De tweede seizoenshelft was eveneens onopvallend. Sint-Truiden wist gelijk te spelen tegen Club Brugge, KRC Genk en Standard Luik en wist dankzij zeges tegen degradatiekandidaten de bodem van het klassement te vermijden. Reeds enkele speeldagen voor het einde van de reguliere competitie werd duidelijk dat STVV zich zou verzekeren van het behoud. Uiteindelijk eindigde Sint-Truiden het seizoen op een matige twaalfde plaats.
In de Beker van België wist Sint-Truiden door te dringen tot de kwartfinales. In de achtste finales won de club met 1-4 op het veld van landskampioen Club Brugge. Het was voor het eerst in de geschiedenis dat STVV buitenshuis wist te winnen van Club Brugge.

## Ploegsamenstelling
| Nr. | Naam             | Positie      | Nationaliteit | Geboortedatum     |
| --- | ---------------- | ------------ | ------------- | ----------------- |
| 3   | Ameen Al Dakhil  | Verdediger   | België        | 6 maart 2002      |
| 4   | Daiki Hashioka   | Verdediger   | Japan         | 17 mei 1999       |
| 6   | Mory Konaté      | Middenvelder | Guinee        | 15 november 1993  |
| 7   | Aboubakary Koita | Aanvaller    | België        | 20 september 1998 |
| 8   | Daichi Hayashi   | Aanvaller    | Japan         | 23 mei 1997       |
| 10  | Shinji Kagawa    | Middenvelder | Japan         | 17 maart 1989     |
| 11  | Fatih Kaya       | Aanvaller    | Duitsland     | 13 november 1999  |
| 12  | Jo Coppens       | Doelman      | België        | 21 december 1990  |
| 14  | Olivier Dumont   | Middenvelder | België        | 6 maart 2002      |
| 16  | Matte Smets      | Middenvelder | België        | 4 januari 2002    |
| 18  | Fábio Baptista   | Verdediger   | Portugal      | 29 maart 2001     |
| 19  | Stan Van Dessel  | Middenvelder | België        | 24 juli 2001      |
| 20  | Robert Bauer     | Verdediger   | Duitsland     | 9 april 1995      |
| 21  | Daniel Schmidt   | Doelman      | Japan         | 3 februari 1992   |
| 22  | Wolke Janssens   | Verdediger   | België        | 11 januari 1995   |
| 23  | Mathias Delorge  | Middenvelder | België        | 31 juli 2004      |
| 26  | Jorge Teixeira   | Verdediger   | Portugal      | 27 augustus 1986  |
| 27  | Frank Boya       | Middenvelder | Kameroen      | 1 juli 1996       |
| 30  | Shinji Okazaki   | Aanvaller    | Japan         | 16 april 1986     |
| 32  | Andrea Librici   | Aanvaller    | België        | 9 december 2004   |
| 35  | Keo Boets        | Doelman      | België        | 21 december 2003  |
| 37  | Toni Leistner    | Verdediger   | Duitsland     | 19 augustus 1990  |
| 44  | Christian Brüls  | Middenvelder | België        | 30 september 1988 |
| 51  | Matt Lendfers    | Doelman      | België        | 10 maart 2006     |
| 77  | Eric Bocat       | Verdediger   | Frankrijk     | 16 juli 1999      |
| 91  | Gianni Bruno     | Aanvaller    | België        | 19 augustus 1991  |
| 99  | Vincent De Vos   | Verdediger   | België        | 6 januari 2003    |

### Trainersstaf
- Bernd Hollerbach (hoofdcoach)
- Markus Pflanz (hulptrainer)
- Dennis Rudel (keeperstrainer)

### Transfers
| - Shinji Okazaki (FC Cartagena) - Frank Boya (geleend van Antwerp FC) - Jo Coppens (MSV Duisburg) - Olivier Dumont (Standard Luik) - Taichi Hara (geleend van Deportivo Alavés) - Fatih Kaya (FC Ingolstadt 04) - Rocco Reitz (geleend van Borussia Mönchengladbach) | - Ameen Al Dakhil (Burnley FC) - Nelson Balongo (einde contract) - Christian Brüls (SV Zulte Waregem) - Arnaud Dony (Union Sint-Gillis) - Chris Durkin (DC United) - João Klauss de Mello (St. Louis City SC) - Shinji Kagawa (Cerezo Osaka) - Dimitri Lavalée (KV Mechelen) - Ko Matsubara (einde contract) - Junior Pius (einde uitleenbeurt) - Alessandro Russo (einde uitleenbeurt) |

## Oefenwedstrijden
|                                      |                      |       |              |  |
| Zaterdag 11 juni 2022, 18:00 uur     | KVV Zepperen-Brustem | 2 - 2 | Sint-Truiden |  |
|                                      |                      |       |              |  |
|                                      |                      |       |              |  |
| Zaterdag 18 juni 2022, 18:00 uur     | KVK Tienen           | 3 - 1 | Sint-Truiden |  |
|                                      |                      |       |              |  |
|                                      |                      |       |              |  |
| Zaterdag 25 juni 2022, 17:00 uur     | RSC Anderlecht       | 0 - 1 | Sint-Truiden |  |
|                                      |                      |       |              |  |
|                                      |                      |       |              |  |
| Woensdag 29 juni 2022, 12:00 uur     | Standard Luik        | 0 - 2 | Sint-Truiden |  |
|                                      |                      |       |              |  |
|                                      |                      |       |              |  |
| Zondag 3 juli 2022, 16:00 uur        | Dynamo Dresden       | 0 - 0 | Sint-Truiden |  |
|                                      |                      |       |              |  |
|                                      |                      |       |              |  |
| Woensdag 6 juli 2022, 18:00 uur      | SV Wörgl             | 0 - 6 | Sint-Truiden |  |
|                                      |                      |       |              |  |
|                                      |                      |       |              |  |
| Vrijdag 8 juli 2022, 18:00 uur       | FC Viktoria Pilsen   | 1 - 3 | Sint-Truiden |  |
|                                      |                      |       |              |  |
|                                      |                      |       |              |  |
| Woensdag 13 juli 2022, 18:00 uur     | RFC Seraing          | 2 - 0 | Sint-Truiden |  |
|                                      |                      |       |              |  |
|                                      |                      |       |              |  |
| Vrijdag 23 september 2022, 13:00 uur | KV Kortrijk          | 0 - 2 | Sint-Truiden |  |
|                                      |                      |       |              |  |
|                                      |                      |       |              |  |
| Zaterdag 3 december 2022, 15:00 uur  | Sint-Truiden         | 3 - 1 | KAS Eupen    |  |
|                                      |                      |       |              |  |
|                                      |                      |       |              |  |
| Dinsdag 13 december 2022, 14:00 uur  | Sint-Truiden         | 3 - 0 | RKC Waalwijk |  |
|                                      |                      |       |              |  |
|                                      |                      |       |              |  |
| Vrijdag 16 december 2022, 14:00 uur  | KVC Westerlo         | 2 - 3 | Sint-Truiden |  |
|                                      |                      |       |              |  |
|                                      |                      |       |              |  |
| Donderdag 23 maart 2023, 18:00 uur   | FC Keulen            | 0 - 1 | Sint-Truiden |  |
|                                      |                      |       |              |  |

## Eerste Klasse A

### Reguliere competitie

#### Wedstrijden
| | |       | | |
| Zaterdag 23 juli 2022, 20:45 uur                                                                                            | Sint-Truiden | 1 - 1 | Union Sint-Gillis | |
| Stayen, Sint-Truiden Toeschouwers: 5.500 Scheidsrechter: Jonathan Lardot Speeldag 1 Eerste Klasse A 2022-23                 | Daichi Hayashi 21' Shinji Kagawa 74'                                                                                   |       | 33' Christian Burgess 52' Senne Lynen 71' Simon Adingra 85' Ross Sykes 90+4' Bart Nieuwkoop                          | Opstelling Sint-Truiden: Daniel Schmidt, Toni Leistner, Ameen Al Dakhil, Robert Bauer, Daiki Hashioka, Mory Konaté, Frank Boya, Aboubakary Koita, Shinji Kagawa, Daichi Hayashi, Christian Brüls Wissels Sint-Truiden: 74' Shinji Kagawa Gianni Bruno 87' Daichi Hayashi Fatih Kaya                                                                                             |
| | |       | | |
| Zaterdag 30 juli 2022, 20:45 uur                                                                                            | AA Gent | 1 - 1 | Sint-Truiden | |
| Ghelamco Arena, Gent Toeschouwers: 9.500 Scheidsrechter: Jasper Vergoote Speeldag 2 Eerste Klasse A 2022-23                 | Hugo Cuypers 12' Alessio Castro-Montes 64' Darko Lemajić 73'                                                           |       | 21' Mory Konaté 58' Ameen Al Dakhil 82' Daichi Hayashi                                                               | Opstelling Sint-Truiden: Daniel Schmidt, Ameen Al Dakhil, Toni Leistner, Wolke Janssens, Daiki Hashioka, Mory Konaté, Frank Boya, Aboubakary Koita, Shinji Kagawa, Daichi Hayashi, Christian Brüls Wissels Sint-Truiden: 18' Christian Brüls Fatih Kaya 82' Fatih Kaya Stan Van Dessel 82' Shinji Kagawa Andréa Librici                                                         |
| | |       | | |
| Zaterdag 6 augustus 2022, 18:15 uur                                                                                         | KV Kortrijk | 0 - 0 | Sint-Truiden | |
| Guldensporenstadion, Kortrijk Toeschouwers: 4.200 Scheidsrechter: Wesli De Cremer Speeldag 3 Eerste Klasse A 2022-23        | Habib Keïta 51' |       | 37' Aboubakary Koita                                                                                                 | Opstelling Sint-Truiden: Daniel Schmidt, Wolke Janssens, Toni Leistner, Ameen Al Dakhil, Daiki Hashioka, Mory Konaté, Frank Boya, Aboubakary Koita, Shinji Kagawa, Daichi Hayashi, Gianni Bruno Wissels Sint-Truiden: 58' Shinji Kagawa Christian Brüls 84' Daichi Hayashi Fatih Kaya                                                                                           |
| | |       | | |
| Zondag 14 augustus 2022, 13:30 uur                                                                                          | Sint-Truiden | 0 - 3 | RSC Anderlecht | |
| Stayen, Sint-Truiden Toeschouwers: 11.500 Scheidsrechter: Nicolas Laforge Speeldag 4 Eerste Klasse A 2022-23                | Robert Bauer 28' Jo Coppens 51' Shinji Kagawa 67' Christian Brüls 70'                                                  |       | 36' Hannes Delcroix 43' Lior Refaelov 45+5' Fábio Silva 46' Adrien Trebel 74' Benito Raman 84' Zeno Debast           | Opstelling Sint-Truiden: Daniel Schmidt, Ameen Al Dakhil, Toni Leistner, Robert Bauer, Daiki Hashioka, Mory Konaté, Frank Boya, Christian Brüls, Aboubakary Koita, Gianni Bruno, Daichi Hayashi Wissels Sint-Truiden: 40' Daichi Hayashi Shinji Kagawa 46' Frank Boya Stan Van Dessel 79' Aboubakary Koita Wolke Janssens                                                       |
| | |       | | |
| Zaterdag 20 augustus 2022, 16:00 uur                                                                                        | KV Oostende | 0 - 1 | Sint-Truiden | |
| Diaz Arena, Oostende Toeschouwers: 3.331 Scheidsrechter: Brent Staessens Speeldag 5 Eerste Klasse A 2022-23                 | Alfons Amade 38' Osaze Urhoghide 41'                                                                                   |       | 17' Toni Leistner 34' Daiki Hashioka 35' Shinji Kagawa 89' Robert Bauer 90+1' Gianni Bruno                           | Opstelling Sint-Truiden: Daniel Schmidt, Wolke Janssens, Toni Leistner, Ameen Al Dakhil, Daiki Hashioka, Frank Boya, Christian Brüls, Mory Konaté, Stan Van Dessel, Shinji Kagawa, Shinji Okazaki Wissels Sint-Truiden: 78' Stan Van Dessel Aboubakary Koita 83' Daiki Hashioka Robert Bauer 87' Shinji Kagawa Gianni Bruno                                                     |
| | |       | | |
| Zaterdag 27 augustus 2022, 20:45 uur                                                                                        | Sint-Truiden | 3 - 1 | KV Mechelen | |
| Stayen, Sint-Truiden Toeschouwers: 4.987 Scheidsrechter: Wim Smet Speeldag 6 Eerste Klasse A 2022-23                        | Ameen Al Dakhil 52' Shinji Kagawa (pen.) 57' Gianni Bruno 76' Gianni Bruno 90+5'                                       |       | 51' Samuel Gouet 53' Geoffry Hairemans 75' Sandy Walsh 82' Alec Van Hoorenbeeck                                      | Opstelling Sint-Truiden: Daniel Schmidt, Wolke Janssens, Toni Leistner, Ameen Al Dakhil, Daiki Hashioka, Shinji Kagawa, Mory Konaté, Christian Brüls, Stan Van Dessel, Daichi Hayashi, Shinji Okazaki Wissels Sint-Truiden: 64' Stan Van Dessel Aboubakary Koita 73' Daichi Hayashi Gianni Bruno 81' Christian Brüls Frank Boya                                                 |
| | |       | | |
| Zaterdag 3 september 2022, 16:15 uur                                                                                        | KRC Genk | 0 - 0 | Sint-Truiden | |
| Cegeka Arena, Genk Toeschouwers: 20.000 Scheidsrechter: Jasper Vergoote Speeldag 7 Eerste Klasse A 2022-23                  | Joseph Paintsil 45+1'                                                                                                  |       | 45+1' Robert Bauer 90+3' Stan Van Dessel 90+5' Toni Leistner                                                         | Opstelling Sint-Truiden: Daniel Schmidt, Wolke Janssens, Toni Leistner, Ameen Al Dakhil, Daiki Hashioka, Christian Brüls, Shinji Kagawa, Mory Konaté, Robert Bauer, Daichi Hayashi, Shinji Okazaki Wissels Sint-Truiden: 55' Daichi Hayashi Gianni Bruno 85' Shinji Kagawa Stan Van Dessel 89' Shinji Okazaki Frank Boya                                                        |
| | |       | | |
| Vrijdag 9 september 2022, 20:45 uur                                                                                         | Sint-Truiden | 1 - 2 | Standard Luik | |
| Stayen, Sint-Truiden Toeschouwers: 6.523 Scheidsrechter: Alexandre Boucaut Speeldag 8 Eerste Klasse A 2022-23               | Christian Brüls (pen.) 63'                                                                                             |       | 26' Denis Drăguș 43' (own) Toni Leistner 57' Aron Dønnum 66' Selim Amallah 90+1' Filippo Melegoni                    | Opstelling Sint-Truiden: Daniel Schmidt, Wolke Janssens, Toni Leistner, Ameen Al Dakhil, Daiki Hashioka, Shinji Kagawa, Mory Konaté, Christian Brüls, Stan Van Dessel, Daichi Hayashi, Shinji Okazaki Wissels Sint-Truiden: 46' Daichi Hayashi Aboubakary Koita 46' Shinji Kagawa Gianni Bruno 46' Stan Van Dessel Frank Boya 77' Shinji Okazaki Fatih Kaya                     |
| | |       | | |
| Zaterdag 17 september 2022, 18:15 uur                                                                                       | SV Zulte Waregem | 0 - 3 | Sint-Truiden | |
| Elindus Arena, Waregem Toeschouwers: 5.671 Scheidsrechter: Brent Staessens Speeldag 9 Eerste Klasse A 2022-23               | Dani Ramírez 18' |       | 1' Gianni Bruno 8' Wolke Janssens 29' Gianni Bruno 47' Shinji Okazaki 50' Shinji Okazaki 58' (pen.) Gianni Bruno     | Opstelling Sint-Truiden: Daniel Schmidt, Ameen Al Dakhil, Toni Leistner, Robert Bauer, Daiki Hashioka, Mory Konaté, Christian Brüls, Frank Boya, Wolke Janssens, Gianni Bruno, Shinji Okazaki Wissels Sint-Truiden: 29' Wolke Janssens Aboubakary Koita |
| | |       | | |
| Zondag 2 oktober 2022, 21:00 uur                                                                                            | Sint-Truiden | 0 - 1 | KAS Eupen | |
| Stayen, Sint-Truiden Toeschouwers: 5.000 Scheidsrechter: Lawrence Visser Speeldag 10 Eerste Klasse A 2022-23                | Frank Boya 84' |       | 58' James Jeggo 76' Konan N'Dri 80' Jason Davidson                                                                   | Opstelling Sint-Truiden: Daniel Schmidt, Wolke Janssens, Toni Leistner, Robert Bauer, Daiki Hashioka, Frank Boya, Mory Konaté, Christian Brüls, Eric Bocat, Gianni Bruno, Shinji Okazaki Wissels Sint-Truiden: 59' Christian Brüls Shinji Kagawa 67' Eric Bocat Aboubakary Koita 79' Daiki Hashioka Stan Van Dessel 80' Mory Konaté Fatih Kaya                                  |
| | |       | | |
| Vrijdag 7 oktober 2022, 20:45 uur                                                                                           | Antwerp FC | 2 - 0 | Sint-Truiden | |
| Bosuilstadion, Antwerpen Toeschouwers: 15.050 Scheidsrechter: Nicolas Laforge Speeldag 11 Eerste Klasse A 2022-23           | Pieter Gerkens 8' Arbnor Muja 22' Christopher Scott 90+2'                                                              |       | 39' Robert Bauer 54' Christian Brüls 59' Mory Konaté 76' Wolke Janssens                                              | Opstelling Sint-Truiden: Daniel Schmidt, Daiki Hashioka, Wolke Janssens, Toni Leistner, Ameen Al Dakhil, Eric Bocat, Christian Brüls, Robert Bauer, Mory Konaté, Gianni Bruno, Shinji Okazaki Wissels Sint-Truiden: 46' Eric Bocat Aboubakary Koita 74' Gianni Bruno Daichi Hayashi 87' Shinji Okazaki Matte Smets                                                              |
| | |       | | |
| Zaterdag 15 oktober 2022, 18:15 uur                                                                                         | Sint-Truiden | 2 - 1 | Sporting Charleroi                                                                                                   | |
| Stayen, Sint-Truiden Toeschouwers: 4.600 Scheidsrechter: Wim Smet Speeldag 12 Eerste Klasse A 2022-23                       | Shinji Kagawa 12' Daichi Hayashi 18' Frank Boya 70'                                                                    |       | 19' Ken Nkuba 48' Daan Heymans 90+2' Amirhossein Hosseinzadeh                                                        | Opstelling Sint-Truiden: Jo Coppens, Wolke Janssens, Toni Leistner, Ameen Al Dakhil, Daiki Hashioka, Shinji Kagawa, Mory Konaté, Frank Boya, Eric Bocat, Shinji Okazaki, Daichi Hayashi Wissels Sint-Truiden: 57' Shinji Kagawa Christian Brüls 71' Daichi Hayashi Fatih Kaya 88' Shinji Okazaki Stan Van Dessel                                                                |
| | |       | | |
| Woensdag 19 oktober 2022, 20:45 uur                                                                                         | Club Brugge | 3 - 0 | Sint-Truiden | |
| Jan Breydelstadion, Brugge Toeschouwers: 25.000 Scheidsrechter: Wesli De Cremer Speeldag 13 Eerste Klasse A 2022-23         | Hans Vanaken 21' Casper Nielsen 49' Hans Vanaken 53' Roman Jaremtsjoek 66' Andreas Skov Olsen 71'                      |       | 20' Frank Boya 61' Daiki Hashioka 63' Mory Konaté                                                                    | Opstelling Sint-Truiden: Jo Coppens, Wolke Janssens, Toni Leistner, Ameen Al Dakhil, Daiki Hashioka, Mory Konaté, Frank Boya, Christian Brüls, Eric Bocat, Shinji Okazaki, Daichi Hayashi Wissels Sint-Truiden: 58' Daichi Hayashi Aboubakary Koita 71' Christian Brüls Matte Smets 72' Shinji Okazaki Stan Van Dessel 78' Frank Boya Jorge Teixeira                            |
| | |       | | |
| Zaterdag 22 oktober 2022, 18:15 uur                                                                                         | Sint-Truiden | 0 - 0 | Oud-Heverlee Leuven                                                                                                  | |
| Stayen, Sint-Truiden Toeschouwers: 5.131 Scheidsrechter: Lothar D'hondt Speeldag 14 Eerste Klasse A 2022-23                 | Ameen Al Dakhil 37' Ameen Al Dakhil 62'                                                                                |       | 60' Sofian Kiyine 76' Louis Patris                                                                                   | Opstelling Sint-Truiden: Jo Coppens, Wolke Janssens, Toni Leistner, Ameen Al Dakhil, Daiki Hashioka, Shinji Kagawa, Mory Konaté, Frank Boya, Eric Bocat, Shinji Okazaki, Daichi Hayashi Wissels Sint-Truiden: 58' Shinji Kagawa Christian Brüls 58' Daichi Hayashi Gianni Bruno 58' Shinji Okazaki Aboubakary Koita 90+1' Eric Bocat Stan Van Dessel                            |
| | |       | | |
| Zaterdag 29 oktober 2022, 18:15 uur                                                                                         | KVC Westerlo | 2 - 3 | Sint-Truiden | |
| 't Kuipje, Westerlo Toeschouwers: 6.000 Scheidsrechter: Jasper Vergoote Speeldag 15 Eerste Klasse A 2022-23                 | Sinan Bolat 45' Maxim De Cuyper 54' Tuur Dierckx 57' Lyle Foster 62' Maxim De Cuyper (pen.) 83' Maxim De Cuyper 90+7'  |       | 24' Gianni Bruno 45+3' (pen.) Gianni Bruno 57' Eric Bocat 67' Aboubakary Koita 82' Daiki Hashioka 83' Daichi Hayashi | Opstelling Sint-Truiden: Daniel Schmidt, Daiki Hashioka, Toni Leistner, Wolke Janssens, Aboubakary Koita, Daichi Hayashi, Frank Boya, Christian Brüls, Eric Bocat, Gianni Bruno, Shinji Okazaki Wissels Sint-Truiden: 72' Eric Bocat Stan Van Dessel 72' Aboubakary Koita Jorge Teixeira 82' Gianni Bruno Shinji Kagawa                                                         |
| | |       | | |
| Zaterdag 5 november 2022, 18:15 uur                                                                                         | RFC Seraing | 1 - 2 | Sint-Truiden | |
| Pairaystadion, Seraing Toeschouwers: 1.700 Scheidsrechter: Jan Boterberg Speeldag 16 Eerste Klasse A 2022-23                | Sandro Tremoulet 6' Steve Mvoué 17' Steve Mvoué 44' Vagner Gonçalves 45+2' Vagner Gonçalves 83' Mathieu Cachbach 90+1' |       | 54' Wolke Janssens 77' Daichi Hayashi 79' Gianni Bruno                                                               | Opstelling Sint-Truiden: Daniel Schmidt, Ameen Al Dakhil, Toni Leistner, Robert Bauer, Wolke Janssens, Shinji Okazaki, Frank Boya, Christian Brüls, Eric Bocat, Daichi Hayashi, Gianni Bruno Wissels Sint-Truiden: 56' Wolke Janssens Aboubakary Koita 70' Frank Boya Stan Van Dessel                                                                                           |
| | |       | | |
| Zaterdag 12 november 2022, 18:15 uur                                                                                        | Sint-Truiden | 0 - 1 | Cercle Brugge | |
| Stayen, Sint-Truiden Toeschouwers: 4.365 Scheidsrechter: Erik Lambrechts Speeldag 17 Eerste Klasse A 2022-23                | Fatih Kaya 84' |       | 41' Leonardo Da Silva Lopes 44' Jesper Daland 50' Thibo Somers 69' Ayase Ueda 90+5' Leonardo Da Silva Lopes          | Opstelling Sint-Truiden: Daniel Schmidt, Ameen Al Dakhil, Toni Leistner, Robert Bauer, Wolke Janssens, Shinji Okazaki, Frank Boya, Mory Konaté, Eric Bocat, Daichi Hayashi, Gianni Bruno Wissels Sint-Truiden: 55' Gianni Bruno Christian Brüls 74' Eric Bocat Aboubakary Koita 74' Shinji Okazaki Fatih Kaya 74' Ameen Al Dakhil Daiki Hashioka 81' Frank Boya Stan Van Dessel |
| | |       | | |
| Dinsdag 27 december 2022, 20:00 uur                                                                                         | Sint-Truiden | 2 - 0 | SV Zulte Waregem | |
| Stayen, Sint-Truiden Toeschouwers: 4.359 Scheidsrechter: Jonathan Lardot Speeldag 18 Eerste Klasse A 2022-23                | Daichi Hayashi 28' Gianni Bruno 70'                                                                                    |       | 36' Bent Sørmo 56' Modou Tambedou                                                                                    | Opstelling Sint-Truiden: Daniel Schmidt, Matte Smets, Toni Leistner, Wolke Janssens, Daiki Hashioka, Shinji Okazaki, Frank Boya, Christian Brüls, Eric Bocat, Daichi Hayashi, Gianni Bruno Wissels Sint-Truiden: 61' Eric Bocat Stan Van Dessel |
| | |       | | |
| Vrijdag 6 januari 2023, 20:45 uur                                                                                           | Standard Luik | 1 - 1 | Sint-Truiden | |
| Maurice Dufrasnestadion, Luik Toeschouwers: 19.405 Scheidsrechter: Kevin Van Damme Speeldag 19 Eerste Klasse A 2022-23      | Stipe Perica 90+2' |       | 61' Daichi Hayashi 80' Ameen Al Dakhil 82' Olivier Dumont                                                            | Opstelling Sint-Truiden: Daniel Schmidt, Wolke Janssens, Toni Leistner, Ameen Al Dakhil, Daiki Hashioka, Matte Smets, Shinji Okazaki, Frank Boya, Eric Bocat, Daichi Hayashi, Gianni Bruno Wissels Sint-Truiden: 58' Matte Smets Olivier Dumont 75' Eric Bocat Robert Bauer 88' Gianni Bruno Fatih Kaya                                                                         |
| | |       | | |
| Zaterdag 14 januari 2023, 18:15 uur                                                                                         | KAS Eupen | 0 - 2 | Sint-Truiden | |
| Kehrwegstadion, Eupen Toeschouwers: 1.834 Scheidsrechter: Lawrence Visser Speeldag 20 Eerste Klasse A 2022-23               | Stef Peeters 80' |       | 44' Gianni Bruno 62' Toni Leistner 68' (own) Jason Davidson                                                          | Opstelling Sint-Truiden: Daniel Schmidt, Wolke Janssens, Toni Leistner, Robert Bauer, Daiki Hashioka, Frank Boya, Shinji Okazaki, Olivier Dumont, Aboubakary Koita, Daichi Hayashi, Gianni Bruno Wissels Sint-Truiden: 86' Gianni Bruno Fatih Kaya 90' Daichi Hayashi Stan Van Dessel                                                                                           |
| | |       | | |
| Donderdag 19 januari 2023, 20:45 uur                                                                                        | Sint-Truiden | 1 - 1 | Club Brugge | |
| Stayen, Sint-Truiden Toeschouwers: 6.233 Scheidsrechter: Nicolas Laforge Speeldag 21 Eerste Klasse A 2022-23                | Frank Boya 57' Gianni Bruno 77'                                                                                        |       | 26' (own) Wolke Janssens 51' Bjorn Meijer                                                                            | Opstelling Sint-Truiden: Daniel Schmidt, Wolke Janssens, Toni Leistner, Robert Bauer, Daiki Hashioka, Olivier Dumont, Frank Boya, Aboubakary Koita, Shinji Okazaki, Gianni Bruno, Daichi Hayashi Wissels Sint-Truiden: 61' Olivier Dumont Rocco Reitz 90' Gianni Bruno Eric Bocat                                                                                               |
| | |       | | |
| Zondag 22 januari 2023, 21:00 uur                                                                                           | Sint-Truiden | 0 - 3 | AA Gent | |
| Stayen, Sint-Truiden Toeschouwers: 3.105 Scheidsrechter: Nathan Verboomen Speeldag 22 Eerste Klasse A 2022-23               | Aboubakary Koita 16' Wolke Janssens 87' Stan Van Dessel 88'                                                            |       | 34' Ibrahim Salah 44' Hugo Cuypers 55' Hugo Cuypers                                                                  | Opstelling Sint-Truiden: Daniel Schmidt, Wolke Janssens, Jorge Teixeira, Robert Bauer, Daiki Hashioka, Frank Boya, Rocco Reitz, Olivier Dumont, Aboubakary Koita, Shinji Okazaki, Daichi Hayashi Wissels Sint-Truiden: 37' Daichi Hayashi Eric Bocat 86' Shinji Okazaki Fatih Kaya 87' Olivier Dumont Stan Van Dessel                                                           |
| | |       | | |
| Zaterdag 28 januari 2023, 18:15 uur                                                                                         | Oud-Heverlee Leuven | 1 - 1 | Sint-Truiden | |
| Den Dreef, Heverlee Toeschouwers: 6.355 Scheidsrechter: Wim Smet Speeldag 23 Eerste Klasse A 2022-23                        | Jón Dagur Thorsteinsson (pen.) 53'                                                                                     |       | 7' Gianni Bruno 9' Daichi Hayashi 33' Daichi Hayashi 89' Wolke Janssens                                              | Opstelling Sint-Truiden: Daniel Schmidt, Wolke Janssens, Jorge Teixeira, Robert Bauer, Daiki Hashioka, Frank Boya, Shinji Okazaki, Rocco Reitz, Aboubakary Koita, Gianni Bruno, Daichi Hayashi Wissels Sint-Truiden: 46' Aboubakary Koita Eric Bocat 71' Daichi Hayashi Taichi Hara 81' Gianni Bruno Stan Van Dessel                                                            |
| | |       | | |
| Zaterdag 4 februari 2023, 20:45 uur                                                                                         | Sint-Truiden | 1 - 0 | KV Kortrijk | |
| Stayen, Sint-Truiden Toeschouwers: 3.286 Scheidsrechter: Jasper Vergoote Speeldag 24 Eerste Klasse A 2022-23                | Aboubakary Koita 29' Tom Vandenberghe (own) 45+4'                                                                      |       | 52' Faïz Selemani 76' Billel Messaoudi 84' João Pedro Eira Antunes da Silva                                          | Opstelling Sint-Truiden: Daniel Schmidt, Matte Smets, Jorge Teixeira, Robert Bauer, Daiki Hashioka, Frank Boya, Shinji Okazaki, Rocco Reitz, Aboubakary Koita, Gianni Bruno, Daichi Hayashi Wissels Sint-Truiden: 60' Daichi Hayashi Taichi Hara 80' Gianni Bruno Fatih Kaya 88' Shinji Okazaki Mory Konaté                                                                     |
| | |       | | |
| Zondag 12 februari 2023, 16:00 uur                                                                                          | RSC Anderlecht | 3 - 1 | Sint-Truiden | |
| Lotto Park, Anderlecht Toeschouwers: 13.706 Scheidsrechter: Lawrence Visser Speeldag 25 Eerste Klasse A 2022-23             | Majeed Ashimeru 35' Benito Raman 66' Islam Slimani 81' Anders Dreyer 83'                                               |       | 44' Robert Bauer 88' Gianni Bruno                                                                                    | Opstelling Sint-Truiden: Daniel Schmidt, Daiki Hashioka, Robert Bauer, Jorge Teixeira, Wolke Janssens, Aboubakary Koita, Shinji Okazaki, Frank Boya, Rocco Reitz, Taichi Hara, Daichi Hayashi Wissels Sint-Truiden: 65' Frank Boya Olivier Dumont 65' Daichi Hayashi Gianni Bruno 89' Shinji Okazaki Mory Konaté 90' Aboubakary Koita Eric Bocat                                |
| | |       | | |
| Zondag 19 februari 2023, 19:15 uur                                                                                          | Sint-Truiden | 0 - 1 | KVC Westerlo | |
| Stayen, Sint-Truiden Toeschouwers: 4.678 Scheidsrechter: Brent Staessens Speeldag 26 Eerste Klasse A 2022-23                | Aboubakary Koita 39' Mory Konaté 45+4'                                                                                 |       | 41' (pen.) Maxim De Cuyper                                                                                           | Opstelling Sint-Truiden: Daniel Schmidt, Matte Smets, Toni Leistner, Robert Bauer, Daiki Hashioka, Mory Konaté, Shinji Okazaki, Rocco Reitz, Aboubakary Koita, Taichi Hara, Gianni Bruno Wissels Sint-Truiden: 42' Gianni Bruno Wolke Janssens 81' Rocco Reitz Daichi Hayashi 81' Shinji Okazaki Stan Van Dessel 81' Taichi Hara Frank Boya 89' Robert Bauer Fatih Kaya         |
| | |       | | |
| Zondag 26 februari 2023, 19:15 uur                                                                                          | Sporting Charleroi | 1 - 0 | Sint-Truiden | |
| Stade du Pays de Charleroi, Charleroi Toeschouwers: 4.606 Scheidsrechter: Jan Boterberg Speeldag 27 Eerste Klasse A 2022-23 | Adem Zorgane 69' |       | 21' Frank Boya 79' Toni Leistner                                                                                     | Opstelling Sint-Truiden: Daniel Schmidt, Matte Smets, Toni Leistner, Robert Bauer, Daiki Hashioka, Frank Boya, Shinji Okazaki, Mory Konaté, Eric Bocat, Taichi Hara, Gianni Bruno Wissels Sint-Truiden: 71' Frank Boya Rocco Reitz 76' Gianni Bruno Daichi Hayashi 76' Eric Bocat Wolke Janssens 83' Taichi Hara Fatih Kaya 84' Robert Bauer Aboubakary Koita                   |
| | |       | | |
| Zondag 5 maart 2023, 13:30 uur                                                                                              | Sint-Truiden | 2 - 2 | KRC Genk | |
| Stayen, Sint-Truiden Toeschouwers: 9.783 Scheidsrechter: Erik Lambrechts Speeldag 28 Eerste Klasse A 2022-23                | Frank Boya 20' Shinji Okazaki 45' Jorge Teixeira 58' Gianni Bruno 77' Robert Bauer 90'                                 |       | 23' Mbwana Samatta 62' Mbwana Samatta 65' Bryan Heynen                                                               | Opstelling Sint-Truiden: Daniel Schmidt, Matte Smets, Jorge Teixeira, Robert Bauer, Daiki Hashioka, Mory Konaté, Shinji Okazaki, Frank Boya, Eric Bocat, Daichi Hayashi, Gianni Bruno Wissels Sint-Truiden: 67' Daichi Hayashi Taichi Hara 67' Jorge Teixeira Wolke Janssens 72' Eric Bocat Aboubakary Koita                                                                    |
| | |       | | |
| Zaterdag 11 maart 2023, 16:00 uur                                                                                           | KV Mechelen | 1 - 0 | Sint-Truiden | |
| Achter de Kazerne, Mechelen Toeschouwers: 11.855 Scheidsrechter: Wim Smet Speeldag 29 Eerste Klasse A 2022-23               | Geoffry Hairemans (pen.) 84' Dimitri Lavalée 90+1'                                                                     |       | 82' Taichi Hara 90+1' Gianni Bruno                                                                                   | Opstelling Sint-Truiden: Daniel Schmidt, Matte Smets, Jorge Teixeira, Wolke Janssens, Daiki Hashioka, Shinji Okazaki, Mory Konaté, Eric Bocat, Gianni Bruno, Daichi Hayashi, Rocco Reitz Wissels Sint-Truiden: 59' Rocco Reitz Taichi Hara 59' Daichi Hayashi Stan Van Dessel 85' Eric Bocat Aboubakary Koita                                                                   |
| | |       | | |
| Zaterdag 18 maart 2023, 18:15 uur                                                                                           | Sint-Truiden | 2 - 1 | RFC Seraing | |
| Stayen, Sint-Truiden Toeschouwers: 4.538 Scheidsrechter: Wesli De Cremer Speeldag 30 Eerste Klasse A 2022-23                | Gianni Bruno 24' Frank Boya 56' Mory Konaté 58' Gianni Bruno 83'                                                       |       | 72' Marvin Tshibuabua 78' Vagner Gonçalves 88' Marius Mouandilmadji                                                  | Opstelling Sint-Truiden: Daniel Schmidt, Daiki Hashioka, Matte Smets, Jorge Teixeira, Robert Bauer, Eric Bocat, Shinji Okazaki, Mory Konaté, Frank Boya, Daichi Hayashi, Gianni Bruno Wissels Sint-Truiden: 39' Robert Bauer Wolke Janssens 64' Frank Boya Rocco Reitz 84' Daichi Hayashi Taichi Hara                                                                           |
| | |       | | |
| Zondag 2 april 2023, 19:15 uur                                                                                              | Union Sint-Gillis | 2 - 1 | Sint-Truiden | |
| Joseph Marienstadion, Vorst Toeschouwers: 6.365 Scheidsrechter: Lawrence Visser Speeldag 31 Eerste Klasse A 2022-23         | Jean Thierry Lazare Amani 50' Teddy Teuma 73' Loïc Lapoussin 81' Cameron Puertas 89'                                   |       | 36' Daichi Hayashi 57' Gianni Bruno 64' Mory Konaté 90+2' Mory Konaté                                                | Opstelling Sint-Truiden: Daniel Schmidt, Daiki Hashioka, Matte Smets, Jorge Teixeira, Robert Bauer, Eric Bocat, Shinji Okazaki, Mory Konaté, Frank Boya, Daichi Hayashi, Gianni Bruno Wissels Sint-Truiden: 73' Daichi Hayashi Taichi Hara 87' Eric Bocat Aboubakary Koita |
| | |       | | |
| Zondag 9 april 2023, 19:15 uur                                                                                              | Sint-Truiden | 5 - 0 | KV Oostende | |
| Stayen, Sint-Truiden Toeschouwers: 3.576 Scheidsrechter: Wesli De Cremer Speeldag 32 Eerste Klasse A 2022-23                | Jorge Teixeira 11' Eric Bocat 22' Gianni Bruno (pen.) 43' Rocco Reitz 62' Gianni Bruno 78' Olivier Dumont 88'          |       | 58' Matej Rodin | Opstelling Sint-Truiden: Daniel Schmidt, Daiki Hashioka, Matte Smets, Jorge Teixeira, Robert Bauer, Eric Bocat, Shinji Okazaki, Rocco Reitz, Frank Boya, Daichi Hayashi, Gianni Bruno Wissels Sint-Truiden: 46' Daichi Hayashi Taichi Hara 46' Eric Bocat Aboubakary Koita 81' Rocco Reitz Olivier Dumont 87' Daiki Hashioka Wolke Janssens 89' Gianni Bruno Fatih Kaya         |
| | |       | | |
| Zaterdag 15 april 2023, 18:15 uur                                                                                           | Cercle Brugge | 3 - 1 | Sint-Truiden | |
| Jan Breydelstadion, Brugge Toeschouwers: 5.164 Scheidsrechter: Wim Smet Speeldag 33 Eerste Klasse A 2022-23                 | Abu Francis 8' Jesper Daland 22' Ayase Ueda 41' Ayase Ueda (pen.) 45+2' Christiaan Ravych 87'                          |       | 68' (pen.) Gianni Bruno                                                                                              | Opstelling Sint-Truiden: Daniel Schmidt, Daiki Hashioka, Matte Smets, Jorge Teixeira, Robert Bauer, Eric Bocat, Shinji Okazaki, Frank Boya, Rocco Reitz, Taichi Hara, Gianni Bruno Wissels Sint-Truiden: 62' Rocco Reitz Olivier Dumont 62' Daiki Hashioka Wolke Janssens 62' Eric Bocat Aboubakary Koita 72' Taichi Hara Daichi Hayashi 82' Shinji Okazaki Fatih Kaya          |
| | |       | | |
| Zondag 23 april 2023, 13:30 uur                                                                                             | Sint-Truiden | 0 - 1 | Antwerp FC | |
| Stayen, Sint-Truiden Toeschouwers: 7.245 Scheidsrechter: Jasper Vergoote Speeldag 34 Eerste Klasse A 2022-23                | Wolke Janssens 18' Robert Bauer 77'                                                                                    |       | 48' Michel-Ange Balikwisha                                                                                           | Opstelling Sint-Truiden: Daniel Schmidt, Wolke Janssens, Matte Smets, Toni Leistner, Robert Bauer, Eric Bocat, Shinji Okazaki, Mory Konaté, Rocco Reitz, Daichi Hayashi, Gianni Bruno Wissels Sint-Truiden: 53' Eric Bocat Aboubakary Koita 54' Shinji Okazaki Olivier Dumont 80' Daniel Schmidt Jo Coppens 81' Wolke Janssens Stan Van Dessel 84' Toni Leistner Jorge Teixeira |

#### Resultaten per speeldag
| Speeldag  | 1  | 2  | 3  | 4  | 5  | 6  | 7  | 8  | 9  | 10 | 11 | 12 | 13 | 14 | 15 | 16 | 17 | 18 | 19 | 20 | 21 | 22 | 23 | 24 | 25 | 26 | 27 | 28 | 29 | 30 | 31 | 32 | 33 | 34 |
| --------- | -- | -- | -- | -- | -- | -- | -- | -- | -- | -- | -- | -- | -- | -- | -- | -- | -- | -- | -- | -- | -- | -- | -- | -- | -- | -- | -- | -- | -- | -- | -- | -- | -- | -- |
| Resultaat | g  | g  | g  | v  | w  | w  | g  | v  | w  | v  | v  | w  | v  | g  | w  | w  | v  | w  | g  | w  | g  | v  | g  | w  | v  | v  | v  | g  | v  | w  | v  | w  | v  | v  |
| Punten    | 1  | 2  | 3  | 3  | 6  | 9  | 10 | 10 | 13 | 13 | 13 | 16 | 16 | 17 | 20 | 23 | 23 | 26 | 27 | 30 | 31 | 31 | 32 | 35 | 35 | 35 | 35 | 36 | 36 | 39 | 39 | 42 | 42 | 42 |
| Positie   | 10 | 10 | 13 | 17 | 12 | 10 | 9  | 11 | 9  | 11 | 11 | 10 | 11 | 11 | 9  | 8  | 10 | 10 | 8  | 8  | 7  | 8  | 9  | 8  | 9  | 10 | 11 | 12 | 12 | 12 | 12 | 12 | 12 | 12 |

#### Eindstand
| Pl. | Club                | Gesp. | W  | V  | G  | GV | GT | Ptn. | Kwalificatie of degradatie      |
| --- | ------------------- | ----- | -- | -- | -- | -- | -- | ---- | ------------------------------- |
| 1   | KRC Genk            | 34    | 23 | 6  | 5  | 78 | 37 | 75   | Play-off I                      |
| 2   | Union Sint-Gillis   | 34    | 23 | 6  | 5  | 70 | 41 | 75   | Play-off I                      |
| 3   | Antwerp FC          | 34    | 22 | 6  | 6  | 59 | 26 | 72   | Play-off I                      |
| 4   | Club Brugge         | 34    | 16 | 11 | 7  | 61 | 36 | 59   | Play-off I                      |
| 5   | AA Gent             | 34    | 16 | 8  | 10 | 64 | 38 | 56   | Play-off II                     |
| 6   | Standard Luik       | 34    | 16 | 7  | 11 | 58 | 45 | 55   | Play-off II                     |
| 7   | KVC Westerlo        | 34    | 14 | 9  | 11 | 61 | 53 | 51   | Play-off II                     |
| 8   | Cercle Brugge       | 34    | 13 | 11 | 10 | 50 | 46 | 50   | Play-off II                     |
| 9   | Sporting Charleroi  | 34    | 14 | 6  | 14 | 45 | 52 | 48   |                                 |
| 10  | Oud-Heverlee Leuven | 34    | 13 | 9  | 12 | 56 | 48 | 48   |                                 |
| 11  | RSC Anderlecht      | 34    | 13 | 7  | 14 | 49 | 46 | 46   |                                 |
| 12  | Sint-Truiden        | 34    | 11 | 9  | 14 | 37 | 40 | 42   |                                 |
| 13  | KV Mechelen         | 34    | 11 | 7  | 16 | 49 | 63 | 40   |                                 |
| 14  | KV Kortrijk         | 34    | 8  | 7  | 19 | 37 | 61 | 31   |                                 |
| 15  | KAS Eupen           | 34    | 7  | 7  | 20 | 40 | 75 | 28   |                                 |
| 16  | KV Oostende         | 34    | 7  | 6  | 21 | 37 | 76 | 27   | Degradatie naar Eerste Klasse B |
| 17  | SV Zulte Waregem    | 34    | 6  | 9  | 19 | 50 | 78 | 27   | Degradatie naar Eerste Klasse B |
| 18  | RFC Seraing         | 34    | 5  | 5  | 24 | 28 | 68 | 20   | Degradatie naar Eerste Klasse B |

## Beker van België
| |                                         |       |                                                                                             | |
| Woensdag 9 november 2022, 20:30 uur                                                                                    | Sint-Truiden                            | 1 - 0 | RFC Meux                                                                                    | |
| Stayen, Sint-Truiden Toeschouwers: 1.800 Scheidsrechter: Maarten Toeback 1/16de finales Beker van België 2022-23       | Robert Bauer 78' Fatih Kaya 83'         |       | 63' Clément Moors 81' Corentin Marion 90+1' Gauthier Smal                                   | Opstelling Sint-Truiden: Jo Coppens, Ameen Al Dakhil, Jorge Teixeira, Robert Bauer, Daiki Hashioka, Matte Smets, Frank Boya, Stan Van Dessel, Eric Bocat, Daichi Hayashi, Gianni Bruno Wissels Sint-Truiden: 59' Daiki Hashioka Aboubakary Koita 59' Matte Smets Olivier Dumont 59' Gianni Bruno Andréa Librici 81' Daichi Hayashi Fatih Kaya                                      |
| |                                         |       |                                                                                             | |
| Woensdag 21 december 2022, 20:00 uur                                                                                   | Club Brugge                             | 1 - 4 | Sint-Truiden                                                                                | |
| Jan Breydelstadion, Brugge Toeschouwers: 12.200 Scheidsrechter: Lothar D'hondt 1/8ste finales Beker van België 2022-23 | Noa Lang 17' Raphael Onyedika 33'       |       | 33' Christian Brüls 62' Gianni Bruno 69' Daichi Hayashi 83' Daiki Hashioka 88' Gianni Bruno | Opstelling Sint-Truiden: Daniel Schmidt, Daiki Hashioka, Wolke Janssens, Toni Leistner, Ameen Al Dakhil, Eric Bocat, Mory Konaté, Christian Brüls, Frank Boya, Shinji Okazaki, Gianni Bruno Wissels Sint-Truiden: 9' Mory Konaté Daichi Hayashi |
| |                                         |       |                                                                                             | |
| Woensdag 11 januari 2023, 20:00 uur                                                                                    | SV Zulte Waregem                        | 2 - 0 | Sint-Truiden                                                                                | |
| Elindus Arena, Waregem Toeschouwers: 2.967 Scheidsrechter: Alexandre Boucaut Kwartfinales Beker van België 2022-23     | Alieu Fadera 42' Ruud Vormer (pen.) 63' |       | 1' Daniel Schmidt 16' Daichi Hayashi 85' Frank Boya                                         | Opstelling Sint-Truiden: Daniel Schmidt, Daiki Hashioka, Toni Leistner, Ameen Al Dakhil, Eric Bocat, Olivier Dumont, Wolke Janssens, Frank Boya, Shinji Okazaki, Daichi Hayashi, Gianni Bruno Wissels Sint-Truiden: 6' Olivier Dumont Jo Coppens 66' Gianni Bruno Robert Bauer 66' Wolke Janssens Aboubakary Koita 66' Shinji Okazaki Matte Smets 77' Toni Leistner Jorge Teixeira |

2006/07 ·
2007/08 ·
2008/09 ·
2009/10 ·
2010/11 ·
2011/12 ·
2012/13 ·
2013/14 ·
2014/15 ·
2015/16 ·
2016/17 ·
2017/18 ·
2018/19 ·
2019/20 ·
2020/21 ·
2021/22 ·
2022/23 ·
2023/24 ·
2024/25